# Низложенная принцесса Хвибин Ким
Низложенная принцесса Хвиби́н Ким (1410—1429) — наследная принцесса Хви из клана Андон Ким. Была первой женой Мунджона, когда он ещё был наследным принцем. Личное имя госпожи Ким неизвестно. После обвинения в колдовстве была понижена до простолюдинки и изгнана из дворца. Скоропостижно скончалась в возрасте 19 лет, не оставив детей.

## Биография

### Ранние годы
Она родилась в семье Ким в клане Андон Ким. Была младшим ребёнком Ким Ому́на — высокопоставленного чиновника, отвечавшего за военные дела. Её дед был мировым судьей в Доннёнбу (хангыль: 돈녕부; ханча: 敦寧).府).
Ван Седжон выбрал юную госпожу Ким в качестве супруги своему наследнику, будущему вану Мунджону, в 1427 году. Выехав из своего дома, она разбила лагерь за пределами Хансона, и наследный принц был отправлен, чтобы поприветствовать ее и сопроводить в Восточный дворец.
В 1428 году наследная принцесса попросила посетить ее родной дом, чтобы присутствовать на обрядах погребения её деда.

### Обвинение в колдовстве
Судебные записи показывают, что зимой 1428—1429 годов наследная принцесса Хви спросила свою служанку Хо-чо (호초), как ей завоевать любовь мужа. Хо-чо сказала ей разрезать туфли своих соперниц на куски и сжечь их дотла. Она порекомендовала кронпринцессе проверить метод на двух горничных, которым она уже завидовала: Хо-дон (효동) и Док-ким (덕김), что она быстро и сделала. Затем наследная принцесса запросила дополнительные методы, и Хо-чо поручила ей слить «жидкости из змеи», а затем втереть эти эссенции в ткань. Хо-чо утверждала, что если бы она надела эту ткань в присутствии наследного принца, он бы полюбил ее. Тем временем другая служанка, которую супруг привёл во дворец из её родного дома, Сун-док (순덕), обнаружила остатки сожжённых туфель в парфюмерном мешочке своей госпожи. Сун-док спросила Хо-чо, как принцесса узнала такие вещи, но спрятала туфли.
Когда слухи о деятельности наследной принцессы Хви дошли до короля Седжона, он приказал заключить её в её покои, а её служанок, включая Сон Док, допросить. Хо-чо была отправлена в Уигеумбу[уточнить], и Сун-док же сказала властям, где найти остатки обуви. Потрясённый король Седжон посетовал на выбор такой невестки, приказал снять с неё печать[уточнить], убрать её имя из храма предков и понизить её до простолюдинки. Бывшую супругу кронпринца изгнали из дворца, чтобы она не позорила королевскую семью.

### Последствия
После того, как госпожа Ким была свергнута, её отец также был понижен в должности, а её брат был снят со своей должности в Доннёнбу. Хо-чо была обезглавлена за то, что научила свою госпожу колдовству.
Несколько судебных чиновников также пытались допросить других дворцовых дам, а также родителей госпожи Ким, чтобы установить, участвовали ли они в её обучении или скрывали её поведение, но король Седжон отклонил все эти просьбы.

## Семья

### Родители
- Пра-пра-пра-прадедушка Ким Хвон (김훤, 金愃)
- Пра пра дедушка Ким Сынтхэк (김승택, 金承澤)
- Прадед Ким Мё (김묘, 金昴)
- Прабабушка госпожа Мин из клана Ёхын Мин (여흥 민씨, 驪興 閔氏);[5] дочь Мин Сапхёна (민사평) (1295—1359)
- Дедушка Ким Гудок (? — 1428) (김구덕, 金九德)[6]
- Бабушка госпожа Син из клана Ёнволь Син (영월 신씨, 寧越 辛氏)
- Отец — Ким Омун (김오문, 金五文)
- Тётя — королевская благородная супруга Мён из клана Андон Ким (명빈 김씨) (? — 1479)[7]
- Мать — госпожа Чон из клана Хадон Чжон[уточнить] (하동 정씨, 河東 鄭氏)

### Братья и сестры
- Старший брат — Ким Чонём (김중엄, 金仲淹)
  - Невестка — госпожа Джо из клана Пхёнъян Джо (? — 1450) (평양 조씨)[8]

### Муж
- Ли Хян (조선 문종) (15 ноября 1414 г. — 1 июня 1452 г.) — детей в браке не было.
- Свекровь — Сохон-ванху из клана Чхонсон Сим (소헌왕후 심씨) (12 октября 1395 — 19 апреля 1446)
- Свекор — Седжон (ван Чосона) (조선 세종) (7 мая 1397 — 30 марта 1450)